# Orinoco (álbum)
Orinoco es el nombre del tercer álbum de estudio de la agrupación colombiana de joropo Cimarrón, lanzado el 17 de mayo de 2019. 
Esta producción discográfica fue nominada a Mejor Álbum Folclórico en los Latin Grammy 2019.

## Grabación
El álbum fue producido por la cantante Ana Veydó y el arpista Carlos "Cuco" Rojas. Es el primer álbum de Cimarrón completamente grabado, producido y publicado en Colombia, después de dos discos de estudio para el sello Smithsonian Folkways Recordings: Sí soy llanero y ¡Cimarrón! Joropo Music From The Plains of Colombia. 
Orinoco presenta el sonido del cacho e' venao, una ocarina de los indígenas Sikuani, etnia que habita el río que da nombre al álbum (Río Orinoco).

## Recepción y críticas
El álbum Orinoco de Cimarrón recibió críticas positivas de medios musicales como Billboard, Songlines y Pop Matters. 
La revista Billboard lo describió como "una resonancia contemporánea del joropo", mientras que la revista especializada en música Pop Matters publicó que "Orinoco es bueno tanto para los oyentes que anhelan la música folclórica de esa región como para aquellos que anhelan lo fresco y contemporáneo".
En el Reino Unido, la publicación de world music Songlines ubicó al álbum en su lista Top of the World Album para noviembre de 2019.
En 2020, Cimarrón resultó ganador de los premios Songlines Music Awards de Londres en la categoría Mejor Grupo, después de una gira de conciertos alrededor del Reino Unido junto a la arpista clásica galesa Catrin Finch.

## Promoción y giras
Con su álbum Orinoco, Cimarrón realizó una gira por cuatro continentes, incluyendo países como Estados Unidos, China, India, Líbano, Argelia, Inglaterra, Escocia, Gales, y República Dominicana. La gira se llamó Orinoco World Tour. La primera etapa de la gira comenzó con un concierto en el Kennedy Center de Washington el 23 de julio de 2019, pasando por el Gran Teatro Nacional de China, en Beijing, el 31 de agosto del mismo año. Entre enero y febrero de 2020, la gira continuó con 15 conciertos en el Reino Unido, después del fallecimiento de Carlos Cuco Rojas y en homenaje al arpista. 

## Lista de temas
1. Cimarronadas
2. Auténtica Llanera
3. Cuerdas Al Galope
4. Tonada de la Palomita
5. Zumbajam
6. Penitas de mi Corazón
7. Parranda Quitapesares
8. Ponle Pasión
9. Caballo Viejo
10. Orinoco Suite

- Datos: Q98273194